# Roger Burnett
 Roger Burnett (Brigg, 2 de marzo de 1960) fue un piloto de motociclismo británico, que compitió en el Campeonato del Mundo de Motociclismo entre 1984 y 1989. A partir de 1988 debuta en la recién creado Campeonato Mundial de Superbikes y entra en la historia como el primer piloto de la historia que sale desde la , pole positions en Donington Park. En esa competición, participó en 26 carreras entre 1988 y 1991, consiguiendo tres podios.

## Estadísticas de carrera

### Campeonato del Mundo de Motociclismo

#### Carreras por año
Sistema de puntos desde 1969 a 1987:
| Posición | 1.º | 2.º | 3.º | 4.º | 5.º | 6.º | 7.º | 8.º | 9.º | 10.º |
| Puntos   | 15  | 12  | 10  | 8   | 6   | 5   | 4   | 3   | 2   | 1    |

Sistema de puntos desde 1988 a 1992:
| Posición | 1.º | 2.º | 3.º | 4.º | 5.º | 6.º | 7.º | 8.º | 9.º | 10.º | 11.º | 12.º | 13.º | 14.º | 15.º |
| Puntos   | 20  | 17  | 15  | 13  | 11  | 10  | 9   | 8   | 7   | 6    | 5    | 4    | 3    | 2    | 1    |

(Carreras en negrita indica pole position, carreras en cursiva indica vuelta rápida)
| Año  | Categ. | Equipo | Moto  | 1       | 2     | 3      | 4       | 5      | 6       | 7      | 8      | 9       | 10     | 11     | 12      | 13      | 14      | Ptos. | Pos. |
| ---- | ------ | ------ | ----- | ------- | ----- | ------ | ------- | ------ | ------- | ------ | ------ | ------- | ------ | ------ | ------- | ------- | ------- | ----- | ---- |
| 1984 | 500cc  | Suzuki | RSA - | NAT -   | SPA - | AUT -  | GER -   | FRA -  | YUG -   | NED -  | BEL -  | GBR Ret | SWE 11 | RSM -  |         |         |         | 0     | -    |
| 1985 | 500cc  | Honda  | RSA - | SPA -   | GER - | NAT -  | AUT -   | YUG -  | NED -   | BEL -  | FRA -  | GBR 8   | SWE -  | RSM -  |         |         |         | 3     | 17.º |
| 1986 | 500cc  | Honda  | SPA - | NAT Ret | GER - | AUT -  | YUG -   | NED 8  | BEL Ret | FRA -  | GBR 11 | SWE -   | RSM -  |        |         |         |         | 3     | 21.º |
| 1987 | 500cc  | Honda  | JPN 8 | SPA 9   | GER 8 | NAT 11 | AUT 8   | YUG 11 | NED 7   | FRA 10 | GBR 9  | SWE 10  | CZE 10 | RSM 6  | POR Ret | BRA -   | ARG -   | 25    | 11.º |
| 1988 | 500cc  | Honda  | JPN - | USA -   | SPA - | EXP -  | NAT Ret | GER -  | AUT -   | NED -  | BEL -  | YUG -   | FRA -  | GBR 9  | SWE 8   | CZE Ret | BRA Ret | 15    | 18.º |
| 1989 | 500cc  | Honda  | JPN - | AUS -   | USA - | SPA -  | NAT -   | GER -  | AUT -   | YUG -  | NED -  | BEL -   | FRA -  | GBR 12 | SWE -   | CZE -   | BRA -   | 4     | 38.º |